# Frederik Torm
Frederik Emanuel Torm, född den 24 augusti 1870 i Tschifu i Kina, död den 3 november 1953 i Köpenhamn, var en dansk teolog.
Torm, som var skeppsredarson, blev student 1888, cand. theol. 1894. Åren 1895—97 företog han en lång studieresa i utlandet. År 1901 blev han licentiat; Torms avhandling handlade om Valentinianismens Historie og Lære. Samma år konkurrerade han om professuren i kyrkohistoria och skrev för det ändamålet Novatianus’ Liv og Forfattervirksomhed. Professuren erhöll han inte, men 1903 blev han tillfällig docent i nytestamentlig exegetik och några månader senare professor i samma ämne. Han var 1924—25 universitetets rektor.
Som teolog tillhörde Torm det konservativa lägret, och i kyrkopolitiken centrum. År 1902 hade han besökt Palestina och Orienten. Han var ordförande för Israelsmissionen, vice ordförande i Kirkeligt Landsforbund af 1911,  ordförande för Dansk Missionsraad och medlem av flera internationella missionsråd. Från 1899 var han medredaktör av "Teologisk Tidsskrift". För denna tidskrift skrev han åtskilliga uppsatser, och han skrev även en rad artiklar för "Kirkeleksikon for Norden". 
Bland Turms skrifter märks Evangelierne som Kilder til Jesu Liv (1904), Den historiske Videnskab og Jesu Liv (1911), Das stellvertretende Leiden im Judentum und im Christentum (1915), Paulus’ Breve til Timotheus og Titus (1916), Lidelsen i Historiens og Verdenskrigens Lys (1917), Den almægtige Gud (1919) och Indledning til det Nye Testamente (1923).

## Utmärkelser
- Dannebrogsmännens hederstecken,  1925[2]
- Kommendör av första graden av Dannebrogorden,  1940[2]

[Redigera Wikidata]